# Joseph Culp
Joseph Culp (ur. 9 stycznia 1963 w Los Angeles) – amerykański aktor, reżyser i scenarzysta.

## Życiorys

### Wczesne lata
Urodził się w Los Angeles w Kalifornii jako syn aktora Roberta Culpa i jego drugiej żony, Nancy Asch. Ma dwóch braci: Jasona i Joshuę oraz siostrę Rachel. Studiował aktorstwo w Herbert Berghof Studio pod kierunkiem Uty Hagen.

### Kariera
Wraz z Josephem Cogswellem założył techniki Walking-In-Your-Shoes. W 1992 wraz z Cogswellem założył Walking Theatre Group z siedzibą w Los Angeles.
Culp występował w roli Archiego Whitmana w serialu Mad Men. Pojawił się też jako Doktor Doom w niewydanym filmie Fantastyczna Czwórka.

## Wybrana filmografia

### Filmy
- 1994: Fantastyczna Czwórka jako Victor Von Doom/Doktor Doom
- 1995: Apollo 13 jako technik

### Seriale
- 1983: Największy amerykański bohater jako Roberto Delvera (1 odcinek)
- 1989: Autostrada do nieba jako Paul (1 odcinek)
- 1997: Ostry dyżur jako Roger Alner (1 odcinek)
- 1998: Star Trek: Stacja kosmiczna jako Raimus (1 odcinek)
- 2007–2009: Mad Men jako Archie Whitman (sezony 1-3)
- 2010: Dr House jako Russ Smith (1 odcinek)
- 2013: Jess i chłopaki jako Mick Jagger (głos) (1 odcinek)

### Gry komputerowe
- 2011: L.A. Noire jako Walter Robbins